# 井上芙香
井上 芙香（いのうえ ふうか、2000年4月11日 - ）は、日本の女子バレーボール選手である。

## 来歴
福島県福島市出身。母と5歳上の姉の影響を受けて小学3年生からバレーボールを始める。
2016年に郡山女子大学附属高等学校に進学。高校時代は全日本高等学校選手権大会（春高バレー）出場に貢献した。2020年、青山学院大学に進学。2022/23シーズン、V.LEAGUE DIVISION1 WOMEN（V1女子）に所属するJTマーヴェラスの内定選手となった。内定選手としてV1女子の試合に出場し、Vリーグデビューを果たした。
2023年、大学卒業後に、JTマーヴェラスに入団した。

## 所属チーム
- 郡山女子大学附属高等学校（2016-2019年）
- 青山学院大学（2019-2023年）
- JTマーヴェラス/大阪マーヴェラス（2023年-）